# 維托里奧·埃馬努埃萊一世
維托里奧·埃馬努埃萊一世（義大利語：Vittorio Emanuele I，1759年7月24日—1824年1月10日，另譯維克多·伊曼紐一世），萨伏伊公爵和撒丁尼亚國王（1802年至1821年）。1819年成为詹姆斯党王位继承人。

## 生平
維托里奧是維托里奧·阿梅迪奧三世的次子，母親瑪麗亞·安東妮婭·費迪南達是西班牙国王費利佩五世和伊丽莎白·法尔内塞夫妇的女兒。他出生时被封为奥斯塔公爵。1792年至1796年，奥斯塔的父王維托里奧·阿梅迪奧三世积极参与反对法国大革命军队的争斗，但被击败，被迫议和。不久，维托里奧驾崩，由长子卡洛·埃馬努埃萊四世继位。
卡洛全家被迫撤往撒丁岛，这是他仅剩的未被法国占有的领地了。卡洛缺乏管治撒丁尼亚的心思，王后則居住在那不勒斯和罗马，直至王后于1802年去世，王后之死使无子嗣的卡洛退位。当年6月4日，奥斯塔登基，称維托里奧·埃馬努埃萊一世（Vittorio Emmanuele I）。此后12年，他在卡利亚里统治撒丁尼亚，并组建作为意大利军队一部分的宪兵团队。
1814年，維托里奧才返回都灵，这时因为维也纳会议的缘故，他得到了原属于热那亚共和国的领地，这些地方也成为撒丁尼亚的海军基地。維托里奧废除法国民法典保障下的一切自由，恢复压迫性统治，拒绝对宪法让步，将这一命令授权教会，重新迫害犹太人和瓦勒度派。
1819年，維托里奧退位的兄长卡洛去世，他成为詹姆斯党的不列颠王位觊觎者“维克托一世”，尽管他们兄弟都没有公开要求不列颠王位。維托里奧去世后，联合王国首相利物浦勋爵写信给大臣乔治·坎宁称不列颠应有公开追悼会，因为很多不列颠人认为他是他们的合法国王。
1821年，維托里奧的领地爆发自由革命，他傳位給其弟卡洛·費利切。維托里奧在蒙卡列里城堡去世，葬在苏佩尔加大教堂。

## 家庭
1789年4月21日，維克多娶奥地利-埃斯特的玛丽亚·特蕾莎为妻。她是斐迪南·卡爾大公的女儿，神圣罗马帝国皇帝法蘭茲一世的孙女。兩人共有1子5女：
1. 玛丽亚·貝亞特麗切·维多利亚·朱塞皮娜（1792年－1840年），嫁给舅舅摩德纳公爵法蘭西斯科四世
2. 玛丽亚·阿德莱德·克羅蒂尔德·薩維莉亞（1794年－1795年），夭折
3. 卡洛·埃馬努埃萊（1796年－1799年），死于天花
4. 玛丽亚·特蕾莎·费迪南达·费莉齊塔·盖塔娜·皮婭（1803年－1879年），嫁给帕尔马公爵卡洛二世
5. 玛丽亚·安娜·卡羅麗娜·皮婭（1803年－1884年），嫁给奧地利皇帝斐迪南一世
6. 玛丽亚·克里斯蒂娜·卡洛塔·朱塞帕·盖塔娜·艾菲西婭（1812年－1836年），嫁给两西西里国王费迪南多二世